# 奧爾德邁恩斯 (密蘇里州)
奧爾德邁恩斯（英語：Old Mines）是位於美國密蘇里州傑佛遜縣及華盛頓縣的非建制地區。

## 地理
奧爾德邁恩斯所處的海拔為高於海平面241米（即791英呎），而該地所採用的時區為UTC-6，即北美中部時區（CST）。同時該地設有夏令時間，為UTC-6調快一小時，即UTC-5（CDT）。